# Zuiderzeepad
Het Zuiderzeepad (LAW 8) is een langeafstandswandelpad rond het IJsselmeer met een lengte van (in 2025) 495 kilometer. Het pad is in beide richtingen met wit-rode tekens gemarkeerd en in een gidsje beschreven. Het pad wordt beheerd door Wandelnet.

## Route
De route volgt van Enkhuizen tot Amsterdam nagenoeg de voormalige Zuiderzeedijk, thans de dijk van het IJsselmeer, via Hoorn, Volendam en Monnickendam. Na Amsterdam wordt via Muiden en Muiderberg de kust gevolgd tot bij Naarden, en vervolgens via Laren naar Nijkerk. Hierna gaat de route langs akkers en weilanden en door de bossen van de Veluwe naar Nunspeet. Vanaf daar gaat het door weilanden naar Elburg en Kampen. Vanaf Kampen gaat de route via Genemuiden en Vollenhove naar Blokzijl, en door het natuurgebied De Weerribben naar Ossenzijl en naar Lemmer. Na Lemmer Na Lemmer worden Nijemardum, Aldemardum en Riis aangedaan, waarna de route via het Rijsterbos bij het Mirnser Klif het IJsselmeer weer bereikt. uitmondend bij het Mirnser Klif. Vanaf Laaksum (Laaxum) wordt weer de voormalige Zuiderzeedijk gevolgd, en langs het Roode Klif wordt Stavoren (Starum) bereikt.
De route is sinds 2017 uitgebreid met een traject langs Workum en Makkum en over de Afsluitdijk door de Wieringermeer langs Medemblik naar Enkhuizen.

### Etappes
| etappe | van                         | naar                        | lengte (km) |
| ------ | --------------------------- | --------------------------- | ----------- |
| 1      | Enkhuizen                   | Wijdenes                    | 17          |
| 2      | Wijdenes                    | Scharwoude                  | 15          |
| 3      | Scharwoude                  | Edam busstation             | 17          |
| 4      | Edam busstation             | Monnickendam                | 14          |
| 5      | Monnickendam                | Durgerdam                   | 18          |
| 6      | Durgerdam                   | Amsterdam, Flevopark        | 17          |
| 7      | Amsterdam, Flevopark        | Muiderberg                  | 16          |
| 8      | Muiderberg                  | Blaricum                    | 19          |
| 9      | Blaricum                    | Bunschoten-Spakenburg       | 20          |
| 10     | Bunschoten-Spakenburg       | Nijkerk                     | 12          |
| 11     | Nijkerk                     | Ermelo                      | 16          |
| 12     | Ermelo                      | Harderwijk                  | 8           |
| 13     | Harderwijk                  | Nunspeet                    | 19          |
| 14     | Nunspeet                    | Oosterwolde                 | 19          |
| 15     | Oosterwolde                 | Kampen                      | 22          |
| 16     | Kampen                      | Genemuiden                  | 19          |
| 17     | Genemuiden                  | Vollenhove                  | 16          |
| 18     | Vollenhove                  | Ossenzijl                   | 20          |
| 19     | Ossenzijl                   | Delfstrahuizen/Echtenerbrug | 23          |
| 20     | Delfstrahuizen/Echtenerbrug | Lemmer                      | 16          |
| 21     | Lemmer                      | Oudemirdum                  | 16          |
| 22     | Oudemirdum                  | Stavoren                    | 18          |
| 23     | Stavoren                    | Ferwoude                    | 19          |
| 24     | Ferwoude                    | Afsluitdijk                 | 17          |
| 25     | Afsluitdijk (Zurich)        | Afsluitdijk (Den Oever)     | 30          |
| 26     | Den Oever                   | Medemblik                   | 22          |
| 27     | Medemblik                   | Enkhuizen                   | 24          |
| 28     | Ommetje Marken              |                             | 6           |

## Openbaar vervoer
Aansluitingen op het openbaar vervoer zijn in het westelijke deel voldoende voorhanden, doch in het oostelijke deel is de frequentie van busdiensten soms minder groot. Stations zijn aanwezig in Enkhuizen, Hoorn, Amsterdam, Naarden, Nijkerk, Nunspeet, Kampen en Stavoren. In de Kop van Noord-Holland is een belbus.

## Overnachten, eten
Kampeermogelijkheden zijn in Gelderland, Overijssel en Friesland in redelijke mate aanwezig, in Noord-Holland wat minder. Op een aantal trajecten zijn geen winkels of horeca aanwezig.

## Honden
Honden zijn op een aantal trajecten niet toegestaan, met name op dijklichamen die door schapen begraasd worden.

## Netwerk wandelroutes
Het deel van de route van het centrum van Amsterdam t/m Muiden is onderdeel van de GR12 Amsterdam-Parijs.
Het pad sluit in Edam en Volendam aan op het streekpad Stelling van Amsterdam, te Durgerdam en te Amsterdam aan op het Trekvogelpad, bij station Amsterdam Centraal op het Pelgrimspad, te Amsterdam op het Floris V-pad, te Muiden op het Pionierspad, te Kampen op het Hanzestedenpad, te Vollenhove op het Overijssels Havezatenpad en het Pionierspad, te Genemuiden, Sint Jansklooster, Nederland en Kalenberg op het Overijssels Havezatenpad en te Stavoren op het Friese Kustpad. De Afsluitdijk is onderdeel van het Noordzeepad

## Afbeeldingen

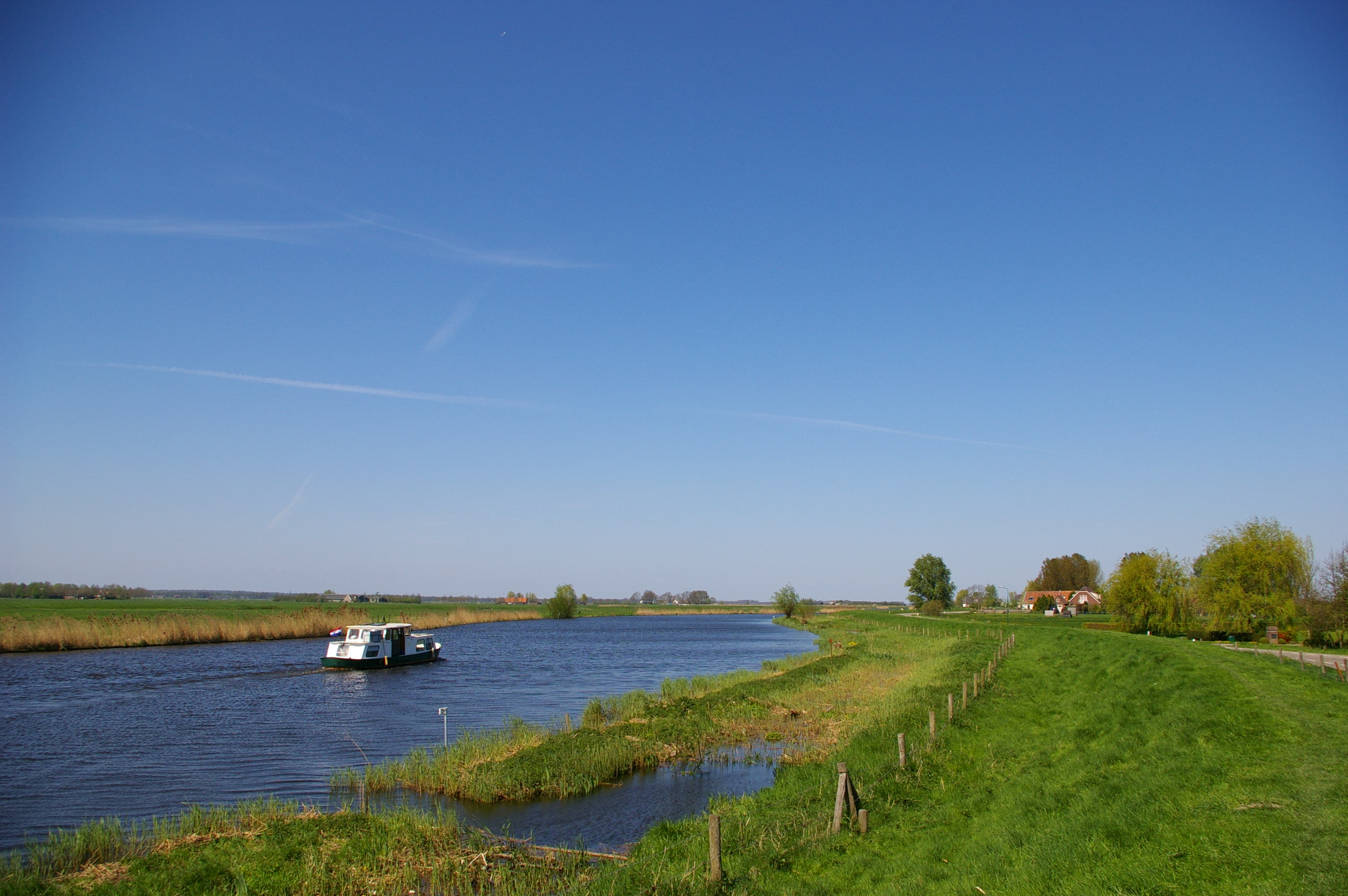
Ten noorden van Eembrugge
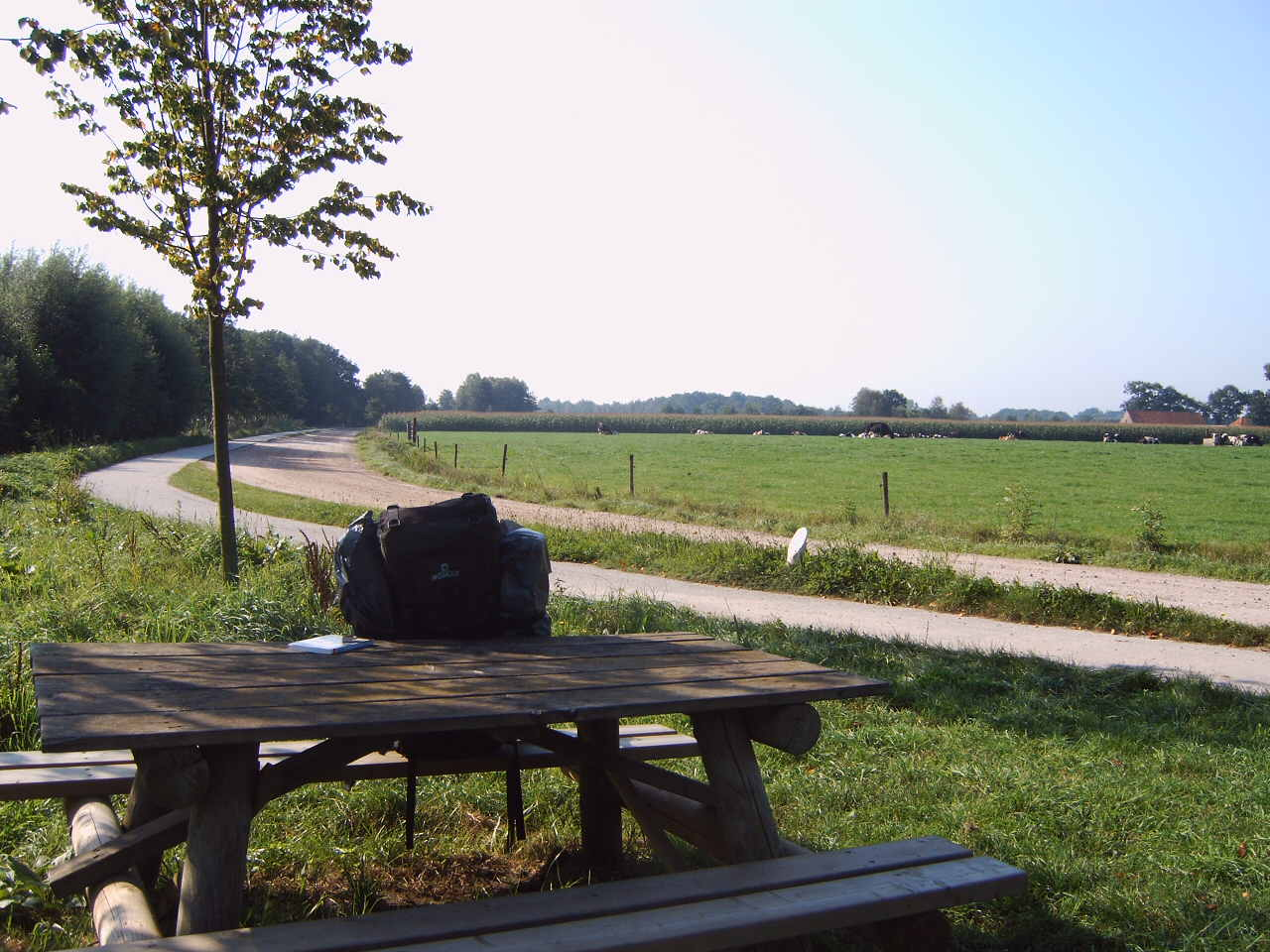
Ten oosten van Nijkerk
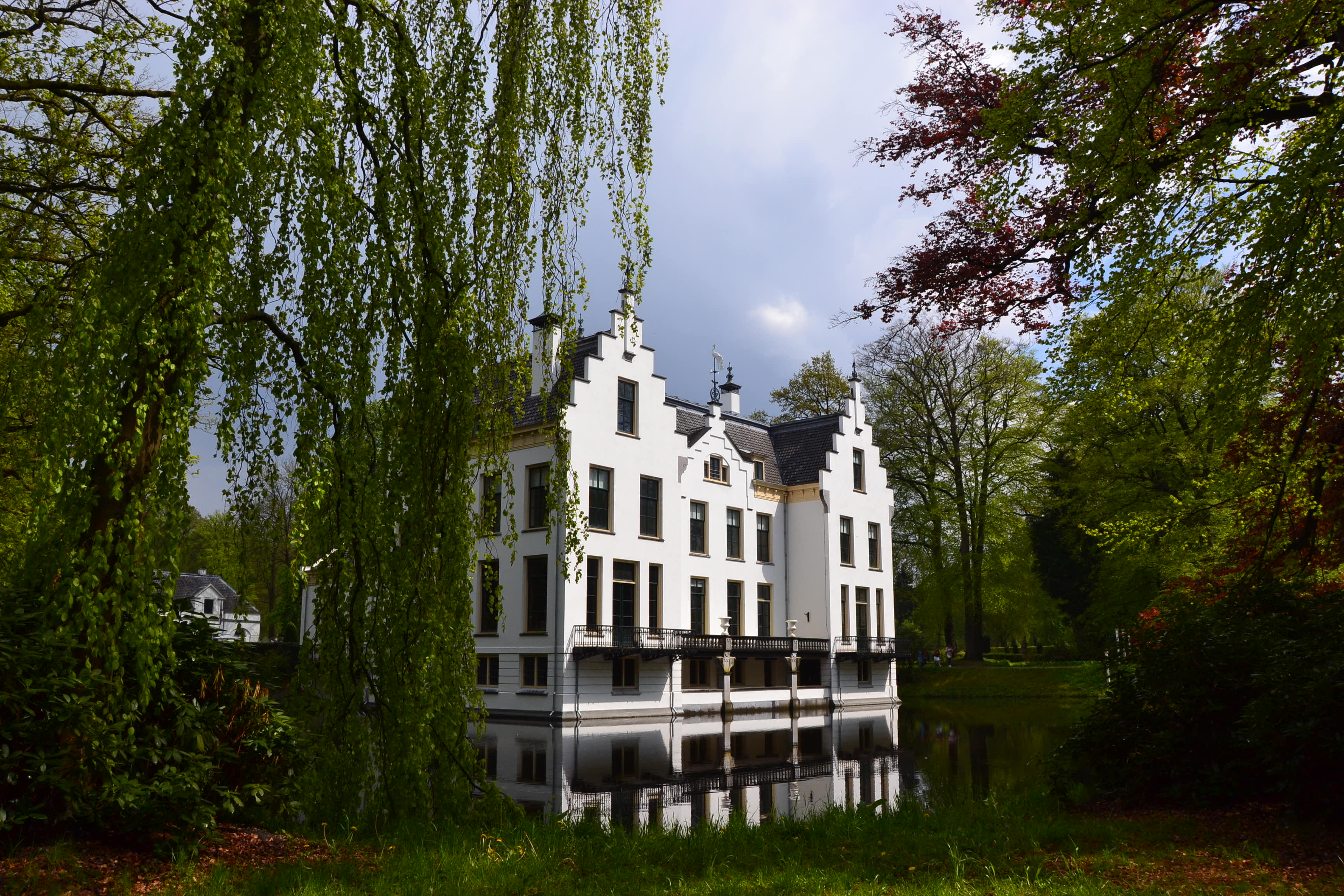
Kasteel Staverden
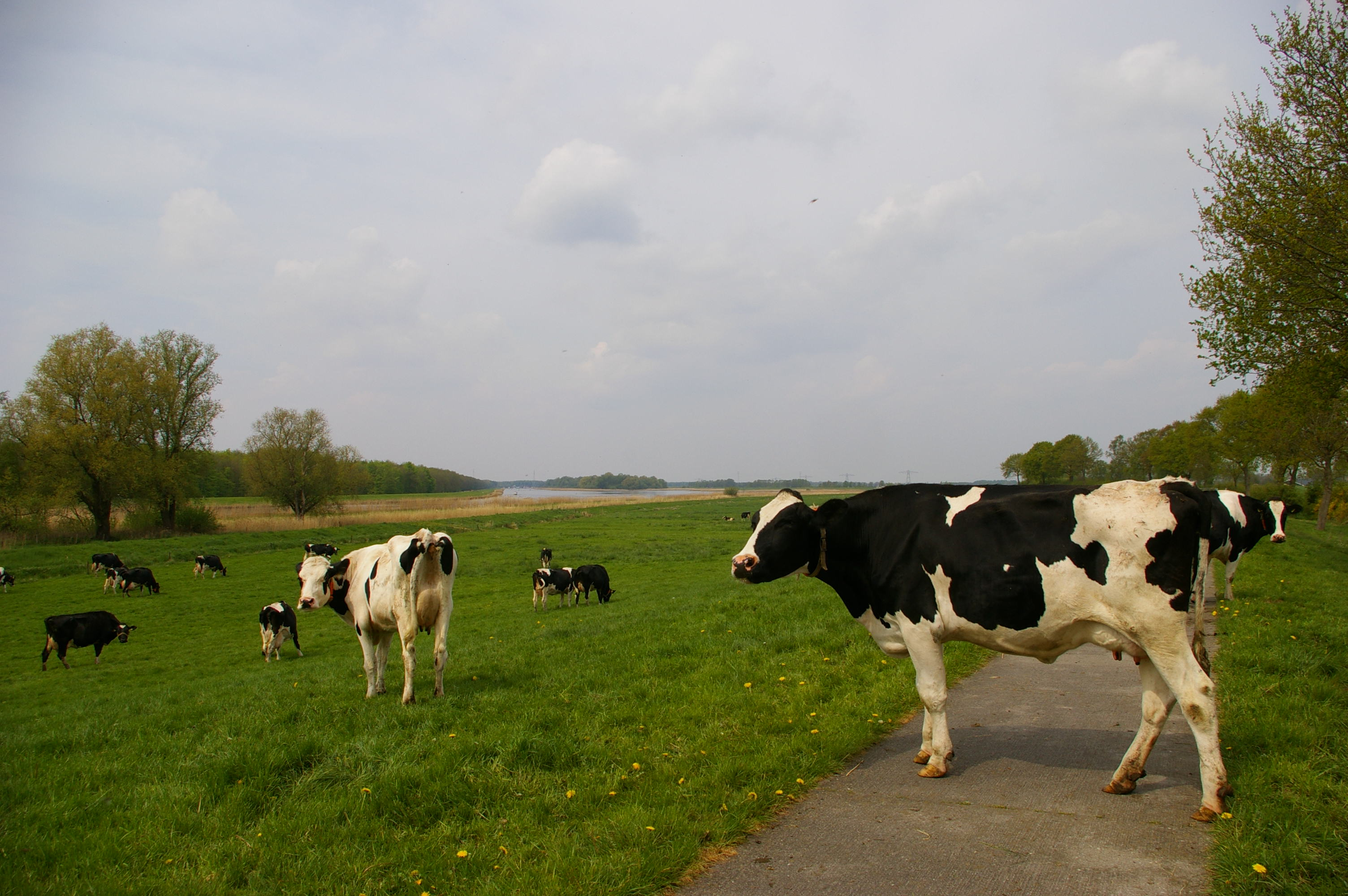
Kadoelermeer, bij Vollenhove
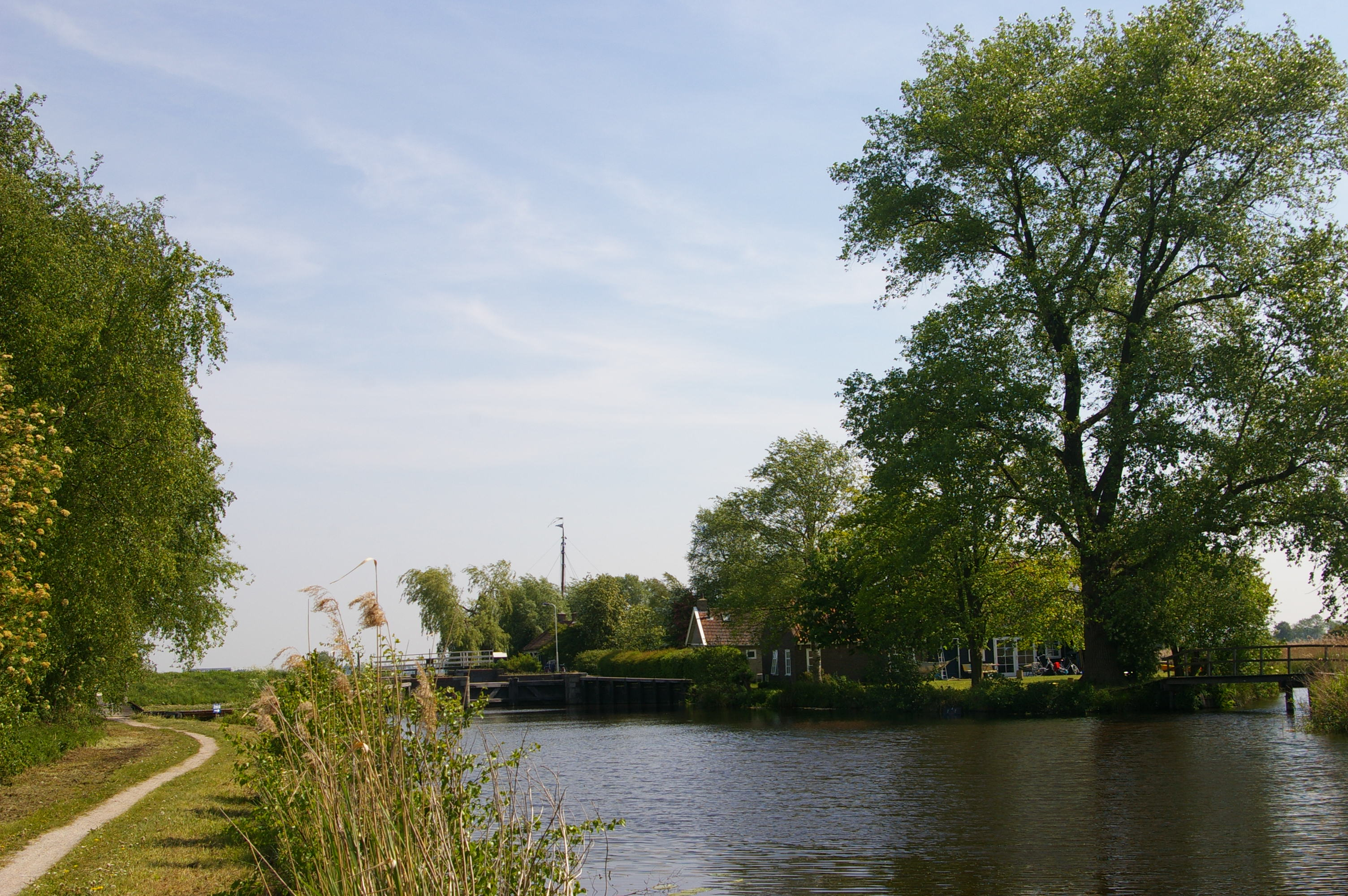
Scheenesluis, Weststellingwerf
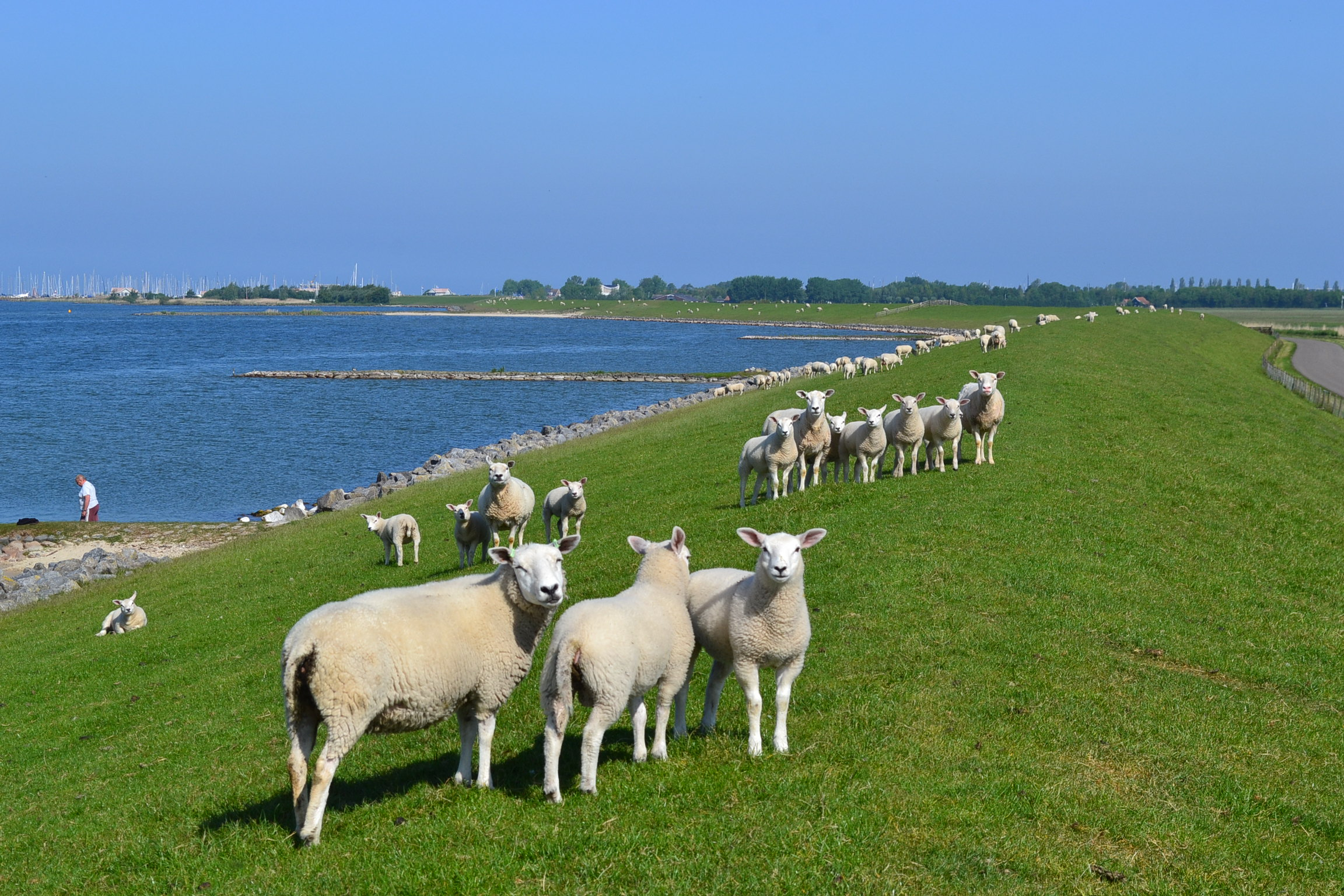
Even ten zuiden van Stavoren
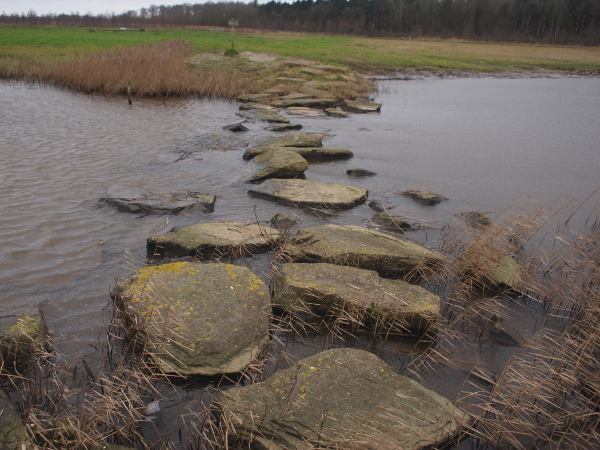
Stapstenen in Dijkgatsweide, Wieringermeerpolder
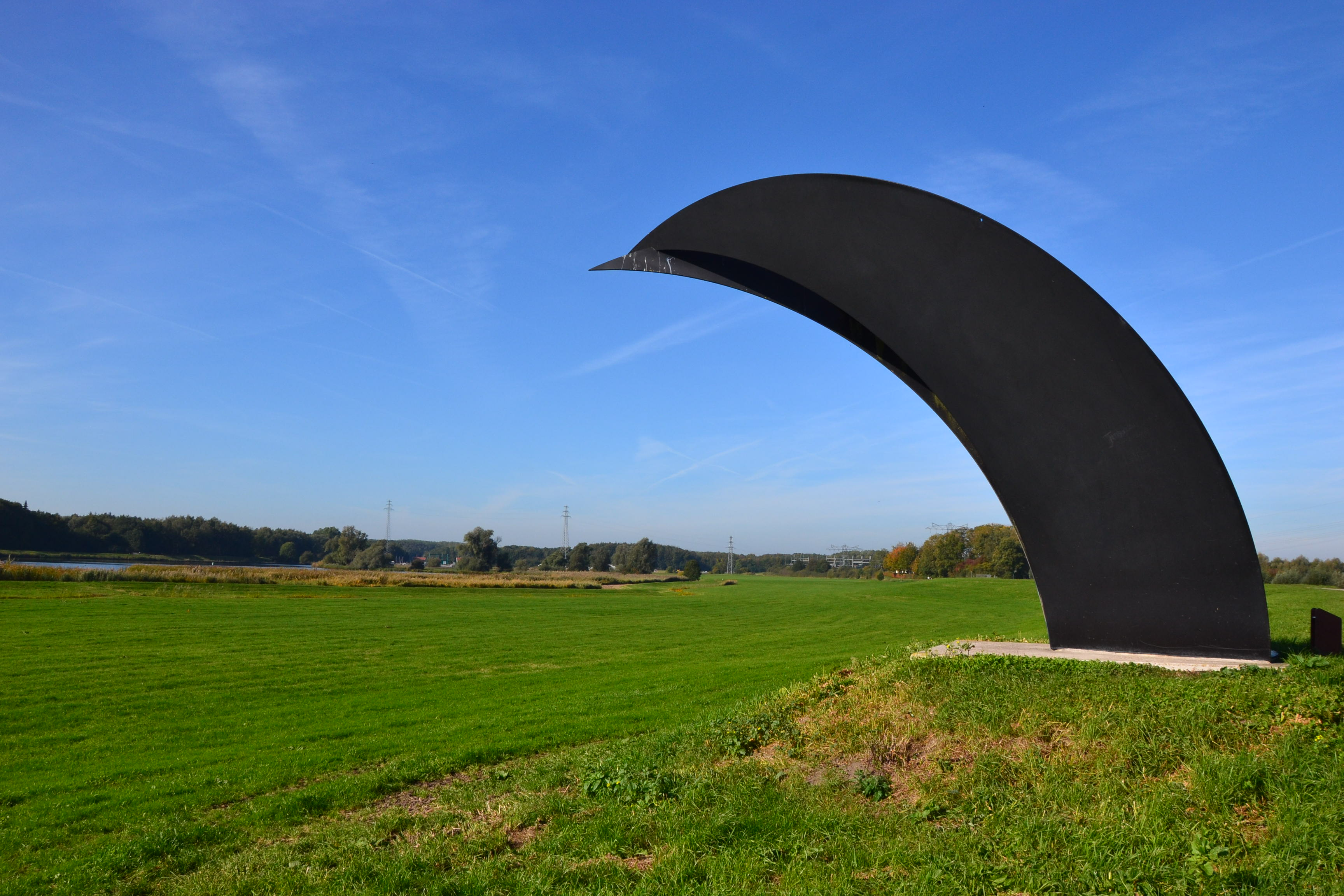
Kunstwerk bij het Vollenhover Kanaal
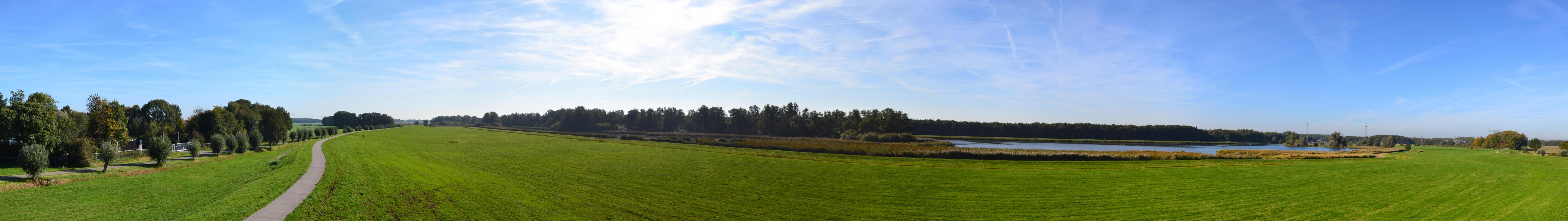
Uitzicht vanaf dat kunstwerk